# Göteborg
Göteborg (švedsko Göteborg [jœtɛˈbɔrj] ) je drugo največje mesto na Švedskem, takoj za prestolnico Stockholm, in peto največje v nordijskih državah. Leži ob Kattegatu na zahodni obali Švedske in je guvernerski sedež grofije Västra Götaland, s približno 600.000 prebivalci v samem mestu in približno 1,1 milijona prebivalcev v metropolitanskem območju.
Kralj Gustav II. Adolf je Göteborg ustanovil s kraljevo listino leta 1621 kot močno utrjeno, predvsem nizozemsko, trgovsko kolonijo. Poleg radodarnih privilegijev, ki jih je svojim nizozemskim zaveznikom podelil med tridesetletno vojno, npr. davčne olajšave, je privabil tudi veliko število svojih nemških in škotskih zaveznikov, da bi naselili njegovo edino mesto na zahodni obali; ta trgovski status je bil še okrepiti z ustanovitvijo Švedske vzhodnoindijske družbe. Na ključni strateški lokaciji ob ustju reke Göta älv, kjer se največji skandinavski drenažni bazen izliva v morje, je pristanišče Göteborg zdaj največje pristanišče v nordijskih državah. Prisotnost Univerze v Göteborgu in Tehnološke univerze Chalmers je Göteborg pripeljala do tega, da je postal dom številnim študentom. Volvo je bil ustanovljen v Göteborgu leta 1927, tako prvotna skupina Volvo kot ločeni Volvo Cars pa imata še vedno sedež na otoku Hisingen v mestu. Druga ključna podjetja na tem območju so AstraZeneca, Ericsson in SKF.
Göteborg ima letališče Göteborg Landvetter, ki je 25 km jugovzhodno od središča mesta. Manjše mestno letališče Göteborg, 15 km od središča mesta, je bilo leta 2015 zaprto za redni letalski promet. Mesto gosti Gothia Cup, največji mladinski nogometni turnir na svetu in Göteborški košarkarski festival, največji mladinski košarkarski turnir v Evropi, poleg nekaterih največjih letnih dogodkov v Skandinaviji. Filmski festival v Göteborgu, ki poteka januarja od leta 1979, je vodilni skandinavski filmski festival in vsako leto privabi več kot 155.000 obiskovalcev. Poleti v mestu potekajo številni glasbeni festivali, vključno s priljubljenim festivalom Way Out West.

## Ime
Mesto je bilo v mestni listini leta 1621 poimenovano Göteborg in hkrati dobilo nemško in angleško ime Gothenburg. Švedsko ime je bilo dano po reki Göta älv, in drugih mestih, ki se končajo na -borg. Ime mesta se pogosto skrajša na Gbg.
Tako švedsko kot nemško/angleško ime sta se uporabljali že pred letom 1621 in sta se že uporabljali za prejšnje mesto, ustanovljeno leta 1604, ki je leta 1611 pogorelo. Göteborg je eno redkih švedskih mest, ki ima še vedno uradni in široko uporabljen eksonim.
Mestni svet leta 1641 so sestavljali štirje švedski, trije nizozemski, trije nemški in dva škotska člana. V nizozemščini, škotskem, angleškem in nemškem jeziku, ki so vsi jeziki z dolgo zgodovino v tem trgovsko in pomorsko usmerjenem mestu, se je za mesto uporabljalo ime Göteborg (v primeru nemščine).

## Zgodovina
V zgodnjem novem veku je bila Göteborg zaradi konfiguracije švedskih meja strateško pomemben kot edina švedska vrata v Skagerrak, Severno morje in Atlantik, ki leži na zahodni obali v zelo ozkem pasu švedskega ozemlja med danskim Hallandom na jugu in norveškim Bohuslänom na severu. Po več neuspelih poskusih je bil Göteborg leta 1621 uspešno ustanovljen s strani kralja Gustava II. Adolfa.
Mesto prve cerkve, zgrajene v Göteborgu, ki so jo nato uničili danski osvajalci, je označeno s kamnom blizu severnega konca mostu Älvsborg v parku Färjenäs. Cerkev je bila zgrajena leta 1603 in uničena leta 1611. Na mesto so močno vplivali Nizozemci, Nemci in Škoti, za gradnjo mesta pa so bili najeti nizozemski načrtovalci in inženirji, saj so imeli znanje, potrebno za odvodnjavanje in gradnjo na močvirnih območjih, izbranih za mesto. Mesto je bilo zasnovano po vzoru nizozemskih mest, kot so Amsterdam, Batavia (Džakarta) in Novi Amsterdam (Manhattan). Načrtovanje ulic in kanalov v Göteborgu je bilo zelo podobno načrtovanju Džakarte, ki so jo Nizozemci zgradili približno v istem času. Nizozemci so sprva osvojili politično oblast in šele leta 1652, ko je umrl zadnji nizozemski politik v mestnem svetu, so Švedi pridobili politično oblast nad Göteborgom. V nizozemskem obdobju je mesto sledilo nizozemskim mestnim zakonom, za uradni jezik pa je bila predlagana nizozemščina. V 17. stoletju so zgradili robustno mestno obzidje. Leta 1807 so se odločili, da se poruši večina mestnega obzidja. Dela so se začela leta 1810 in jih je izvedlo 150 vojakov iz polka Bohus.
Poleg Nizozemcev so na mesto močno vplivali tudi Škoti, ki so se naselili v Göteborgu. Mnogi so postali ugledne osebe. William Chalmers, sin škotskega priseljenca, je svoje premoženje daroval za ustanovitev tistega, kar je kasneje postalo Tehnološka univerza Chalmers. Leta 1841 je Škot Alexander Keiller ustanovil ladjedelniško podjetje Götaverken, ki je delovalo do leta 1989. Njegov sin James Keiller je mestu leta 1906 podaril park Keiller.
Grb Göteborga je temeljil na levu iz grba Švedske, ki simbolično drži ščit z državnim simbolom, tremi kronami, da bi branil mesto pred sovražniki.
V Roskildski pogodbi (1658) sta Danska in Norveška odstopili dansko provinco Halland na jugu in norveško provinco Bohuslän na severu, zaradi česar je bil Göteborg manj izpostavljen. Göteborg je zrasel v pomembno pristanišče in trgovsko središče na zahodni obali, saj je bilo edino mesto na zahodni obali, ki je skupaj z Marstrandom dobilo pravico do trgovanja s trgovci iz drugih držav.
V 18. stoletju je bil ribolov najpomembnejša panoga. Vendar pa je bila leta 1731 ustanovljena Švedska vzhodnoindijska družba in mesto je zacvetelo zaradi zunanje trgovine z zelo donosnimi trgovskimi odpravami na Kitajsko.
Pristanišče se je razvilo v glavno švedsko pristanišče za trgovino proti zahodu, in ko se je švedska emigracija v Združene države povečala, je Göteborg postal glavna švedska izhodiščna točka za te popotnike. Vpliv Göteborga kot glavnega pristanišča za vkrcanje švedskih izseljencev se odraža v Göteborgu v Nebraski, majhnem švedskem naselju v Združenih državah.
V 19. stoletju se je Göteborg razvil v moderno industrijsko mesto, ki se je nadaljevalo v 20. stoletju. Prebivalstvo se je v stoletju desetkrat povečalo, s 13.000 (1800) na 130.000 (1900). V 20. stoletju sta se med večjimi podjetji, ki sta se razvili, našli SKF (1907)[42] in Volvo (1927).

## Geografija
Göteborg je na zahodni obali jugozahodne Švedske, približno na pol poti med glavnima mestoma København (Danska) in Oslo (Norveška). Lega ob ustju reke Göta älv, ki se izliva v Kattegat, krak Severnega morja, je mestu pomagala pridobiti na pomenu kot trgovskemu mestu. Göteborški arhipelag sestavljajo surove, puste skale in klifi, kar je značilno tudi za obalo Bohusläna. Zaradi Zalivskega toka ima mesto milo podnebje in zmerno obilne padavine. Je drugo največje mesto na Švedskem za prestolnico Stockholmom.
Göteborško metropolitansko območje (Stor-Göteborg) ima 1.080.980 prebivalcev (2023) in se razteza na občine Ale, Alingsås, Göteborg, Härryda, Kungälv, Lerum, Lilla Edet, Mölndal, Partille, Stenungsund, Tjörn, Öckerö znotraj okraja Västra Götaland in Kungsbacka v okrožju Halland.
Angered, predmestje zunaj Göteborga, sestavljajo Hjällbo, Eriksbo, Rannebergen, Hammarkullen, Gårdsten in Lövgärdet. Je del milijonskega programa Göteborga, tako kot Rosengård v Malmöju in Botkyrka v Stockholmu. Angered je imel leta 2015 približno 50.000 prebivalcev. Leži severno od Göteborga in je izoliran od ostalega mesta. Bergsjön je še eno predmestje programa Million severno od Göteborga, ima 14.000 prebivalcev. Biskopsgården je največje večkulturno predmestje na otoku Hisingen, ki je del Göteborga, vendar ga od mesta loči reka.

### Podnebje
Göteborg ima oceansko podnebje (Cfb po Köppnovi podnebni klasifikaciji). Kljub severni zemljepisni širini so temperature skozi vse leto precej mile in toplejše kot v krajih na podobni zemljepisni širini, kot je Stockholm; to je predvsem zaradi umirjenega vpliva Zalivskega toka. Poleti dnevna svetloba traja 18 ur in 5 minut, konec decembra pa 6 ur in 32 minut. Podnebje je v poznejših desetletjih postalo bistveno milejše, zlasti poleti in pozimi; julijske temperature so bile včasih pod povprečjem Stockholma v letih 1961–1990, od takrat pa so toplejše od tega merila.
Poletja so topla in prijetna s povprečnimi najvišjimi temperaturami od 20 do 22 °C in najnižjimi od 12 do 15 °C, vendar se poleti večkrat pojavijo temperature od 25 do 30 °C. Zime so hladne in vetrovne s temperaturami od -1 do 4 °C, čeprav le redko padejo pod -20 °C. Padavine so redne, a večinoma zmerne skozi vse leto. Sneg se pojavlja predvsem od decembra do marca, ni pa nenavaden niti novembra in aprila, včasih pa se lahko pojavi celo oktobra in maja.

## Arhitektura
Iz 17. stoletja, ko je bilo mesto ustanovljeno, je ostalo zelo malo stavb, saj so bile vse razen vojaških in kraljevih hiš zgrajene iz lesa. Nekatere stavbe, ki so se ohranile iz te zgodnje faze v zgodovini mesta, so Kronhuset in Torstensonova palača ter trdnjavi Skansen Kronan in Skansen Lejonet.
Prvo večje arhitekturno zanimivo obdobje je 18. stoletje, ko je Vzhodnoindijska družba Göteborg spremenila v pomembno trgovsko mesto. Okoli kanalov so bile zgrajene impozantne kamnite hiše v neoklasicističnem slogu. En primer iz tega obdobja je Vzhodnoindijska hiša, v kateri danes domuje Mestni muzej Göteborga.
V 19. stoletju se je bogata buržoazija začela seliti izven mestnega obzidja, ki je varovalo mesto. Slog je bil zdaj eklektičen, akademski, nekoliko preveč okrašen, ki ga je imel raje srednji razred. Delavski razred je živel v prenaseljeni mestni četrti Haga v lesenih hišah.
V 19. stoletju je bil ustvarjen prvi celovit mestni načrt po ustanovitvi mesta, ki je privedel do izgradnje glavne ulice, Kungsportsavenyen. Morda najpomembnejša vrsta hiš v mestu, Landshövdingehusen, je bila zgrajena konec 19. stoletja – trinadstropne hiše s prvim nadstropjem iz kamna in drugima dvema iz lesa.
Začetek 20. stoletja, za katerega je značilen narodno-romantični slog, je bil bogat z arhitekturnimi dosežki. Cerkev Masthugg je znan primer sloga tega obdobja. V zgodnjih dvajsetih letih 20. stoletja, ob 300. obletnici mesta, je bil zgrajen trg Götaplatsen z neoklasicističnim videzom.
Po tem je bil prevladujoči slog v Göteborgu in preostalem delu Švedske funkcionalizem, ki je še posebej prevladoval v predmestjih, kot sta Västra Frölunda in Bergsjön. Švedski funkcionalistični arhitekt Uno Åhrén je bil mestni načrtovalec od leta 1932 do 1943. V 1950-ih je bil zgrajen veliki stadion Ullevi, ko je Švedska gostila svetovno prvenstvo v nogometu leta 1958.
Sodobno arhitekturo mesta so oblikovali arhitekti, kot je Gert Wingårdh, ki je začel kot postmodernist v 1980-ih.
Trg Gustafa Adolfa je mestni trg v središču Göteborga. Med znanimi stavbami na trgu sta mestna hiša v Göteborgu (nekdanja borza, odprta leta 1849) in sodišče v nordijskem klasicizmu. Glavni kanal Göteborga prav tako obdaja trg.

## Značilne stavbe
Glavna postaja v Göteborgu stoji v središču mesta, poleg Nordstana in Drottningtorgeta. Stavba je bila od velikega odprtja oktobra 1858 večkrat prenovljena in razširjena. Leta 2003 je bila končana večja rekonstrukcija, ki je stavbo iz 19. stoletja prenesla v 21. stoletje in razširila zmogljivosti za vlake, potnike in nakupovanje. Nedaleč od glavne postaje je Skanskaskrapan, bolj znan kot 'Šminka'. Stavba je visoka 86 m, ima 22 nadstropij in je obarvana v rdeče-bele črte. Nebotičnik je zasnoval Ralph Erskine, Skanska pa ga je zgradila konec 1980-ih kot sedež podjetja.
Ob obali reke Göta Älv pri Lilla Bommen stoji Göteborška opera. Dokončana je bila leta 1994. Arhitekt Jan Izikowitz se je navdihnil nad pokrajino in svojo vizijo opisal kot »Nekaj, zaradi česar se vaš um premika nad valovito pokrajino kot krila galeba.«
Feskekôrka ali Fiskhallen je pokrita ribarnica ob kanalu Rosenlundskanalen v središču Göteborga. Feskekörkan je bila odprta 1. novembra 1874, ime pa je dobila po podobnosti stavbe z gotsko cerkvijo. Göteborška mestna hiša je v arhitekturnem slogu Beaux-Arts. Göteborška sinagoga na Stora Nygatan, blizu Drottningtorgeta, je bila zgrajena leta 1855 po načrtih nemškega arhitekta Augusta Krügerja.
Hiša Gunnebo je podeželska hiša, ki stoji južno od Göteborga, v Mölndalu. Zgrajena je bila v neoklasicističnem slogu proti koncu 18. stoletja. V začetku 20. stoletja je bila zgrajena cerkev Vasa. Stoji v Vasastanu in je zgrajena iz granita v neoromanskem slogu.
Karlatornet, nebotičnik, ki naj bi bil v celoti dokončan leta 2025, je najvišja stavba v nordijskih državah, saj doseže višino 246 metrov.
Druga znana konstrukcija je televizijski stolp Brudaremossen, eden redkih delno podprtih stolpov na svetu.

## Gospodarstvo
Zaradi ugodne lege Göteborga v središču Skandinavije sta trgovina in ladijski promet vedno igrala pomembno vlogo v gospodarski zgodovini mesta in jo še vedno igrata. Göteborško pristanišče je postalo največje pristanišče v Skandinaviji.
Poleg trgovine je drugi steber Göteborga tradicionalno proizvodnja in industrija, ki pomembno prispevata k bogastvu mesta. Med večjimi podjetji, ki upravljajo tovarne na tem območju, so SKF, Volvo (tako avtomobili kot tovornjaki) in Ericsson. Volvo Cars je največji delodajalec v Göteborgu, če ne štejemo delovnih mest v dobaviteljskih podjetjih. Delavska industrija, ki je dolgo časa prevladovala v mestu, je še vedno pomemben dejavnik v mestnem gospodarstvu, vendar jo postopoma nadomeščajo visokotehnološke industrije.
Pomembna sta tudi bančništvo in finance, pa tudi industrija dogodkov in turizem.
Göteborg je končna postaja plinovoda Valdemar-Göteborg, ki dovaja zemeljski plin iz polj Severnega morja na Švedsko prek Danske.
Zgodovinsko gledano je bil Göteborg od 18. stoletja sedež Švedske vzhodnoindijske družbe. Od ustanovitve do poznih 1970-ih je bilo mesto vodilno v svetu ladjedelništva, z ladjedelnicami, kot so Eriksbergs Mekaniska Verkstad, Götaverken, Arendalsvarvet in Lindholmens varv. Leta 1875 se je v Göteborgu odprl suhi dok Lindholmsdockan. Göteborg GaWC uvršča med globalna mesta z uvrstitvijo Gamma. Forbes ga je uvrstil na 12. mesto med najbolj inovativnimi mesti na svetu.

## Pobratena mesta
Göteborg je pobraten z:
- Aarhus, Danska
- Bergen, Norveška
- Chicago, Združene države Amerike
- Krakov, Poljska
- Lyon, Francija
- Oslo, Norveška
- Rostock, Nemčija
- Šanghaj, Ljudska republika Kitajska
- Sankt Peterburg, Rusija
- Talin, Estonija
- Turku, Finska
- Port Elizabeth, Južna Afrika